# Football Club Aris Bonnevoie
Il Football Club Aris Bonnevoie, meglio noto come Aris Bonnevoie, è stata una società calcistica lussemburghese con sede nella città di Lussemburgo. Attiva dal 1922 al 2001, ha militato per 42 stagioni nella massima serie del campionato lussemburghese di calcio, vincendo il campionato per tre volte. Ha vinto anche una Coppa del Lussemburgo.

## Storia
Il club venne fondato nel 1922 e fece il suo esordio in massima serie nella stagione 1926-1927. Durante l'occupazione nazista del Lussemburgo il club assunse il nome di FK Aris Bonneweg. Ha avuto un periodo di successo negli anni sessanta e settanta, quando ha vinto 3 campionati e una coppa nazionale. L'Aris è stato uno dei pochi club del Lussemburgo ad aver raggiunto la seconda fase di una coppa europea. Nella Coppa delle Coppe 1979-1980 superò i finlandesi del Reipas Lahti nei sedicesimi di finale, arrivando ad affrontare gli spagnoli del Barcellona negli ottavi di finale: venne sconfitto con un complessivo 2-11, ma riuscì comunque a segnare una rete al Camp Nou.
Nel 2001 la squadra si è fusa col CS Hollerich formando il Club Sportif Alliance 01 Luxembourg, società che nel 2005 si è, a sua volta, fusa con il CA Spora Luxembourg e l'Union Luxembourg, dando vita al Racing Football Club Union Lëtzebuerg.

## Palmarès

### Competizioni nazionali
- Campionato lussemburghese: 3

1963-1964, 1965-1966, 1971-1972
- Coppa del Lussemburgo: 1

1966-1967
- Éirepromotioun: 3

1978, 1987, 1988-1989

### Altri piazzamenti
- Coppa del Lussemburgo:

Finalista: 1963-1964, 1967-1968, 1971-1972, 1975-1976, 1978-1979
Semifinalista: 1926-1927

## Statistiche

### Partecipazione alle coppe
| Competizione       | Partecipazioni | Debutto   | Ultima stagione | Totale |
| ------------------ | -------------- | --------- | --------------- | ------ |
| Coppa dei Campioni | 3              | 1964-1965 | 1972-1973       | 3      |
| Coppa delle Coppe  | 3              | 1967-1968 | 1979-1980       | 3      |
| Coppa UEFA         | 2              | 1971-1972 | 1983-1984       | 2      |